# Todas las mujeres
Todas las mujeres è un film del 2013 diretto da Mariano Barroso.